# جرج راش
جرج راش (انگلیسی: George Beech؛ 15 march 1892 – ۴ ژانویهٔ ۱۹۶۴) بازیکن فوتبال اهل بریتانیا بود.
از باشگاه‌هایی که در آن بازی کرده‌است می‌توان به باشگاه فوتبال شفیلد ونزدی و باشگاه فوتبال برایتون اند هوو آلبیون اشاره کرد.